# Hofstraat (Dordrecht)
De Hofstraat is een straat in de Nederlandse stad Dordrecht. 
Hoewel de Hofstraat historisch oogt, werd de gevelrij echter pas in 1973-1974 op deze manier geplaatst. Dit gebeurde bij de sloop rondom het nabij gelegen Statenplein. Ondanks de herinrichting en renovaties die in de Hofstraat plaatsvonden, telt het meerdere rijksmonumenten. Deze zijn te herkennen aan de bordjes op de gevels. Voordat de afgebroken historische voorgevels werden geplaatst, stond er op diezelfde plek een lagere school.

## Willem van Oranje
In 2018 ontstond er commotie rondom een standbeeld van Willem van Oranje, dat in de Hofstraat zou worden geplaatst. Men vond de verering ongepast, omdat de Dordtenaren Johan en Cornelis de Witt door Oranjegezinden werden vermoord. Volgens de tegenstanders zou er in de stad van de republikeinse broers geen eerbetoon aan het Huis van Oranje passen. Willem van Oranje overleed bijna een eeuw vóór deze moorden. De broers werden vermoord door aanhangers van zijn achterkleinzoon Willem III.
Er werd een burgerinitiatief gestart. Bijna 850 mensen ondertekenden de petitie, #ikwillemniet geheten. De handtekeningen werden aangeboden aan burgemeester Wouter Kolff, waarna het tot een hoofdelijke stemming in de gemeenteraad kwam. Daarnaast werd er door voorstanders - als tegengeluid - de petitie Ik Willem Wel gestart. Een meerderheid in de gemeenteraad oordeelde dat zowel Willem van Oranje als de gebroeders De Witt een plek in Dordrecht verdienen.
Het drie meter hoge bronzen beeld werd gemaakt door kunstenaar Arie Schippers. Het werd geplaatst in de Hofstraat, aan de achterkant van de Berckepoort. Daar was de herberg waar Willem verbleef als hij Dordrecht bezocht. Op 9 oktober 2019 werd het beeld door prinses Beatrix onthuld.

## Filmlocatie
De straat behoort tot de een van de populairste filmlocaties in Nederland.  Ook het aangrenzende Hof, en dan met name de Statenzaal, komt vaak in beeld.

## Galerij

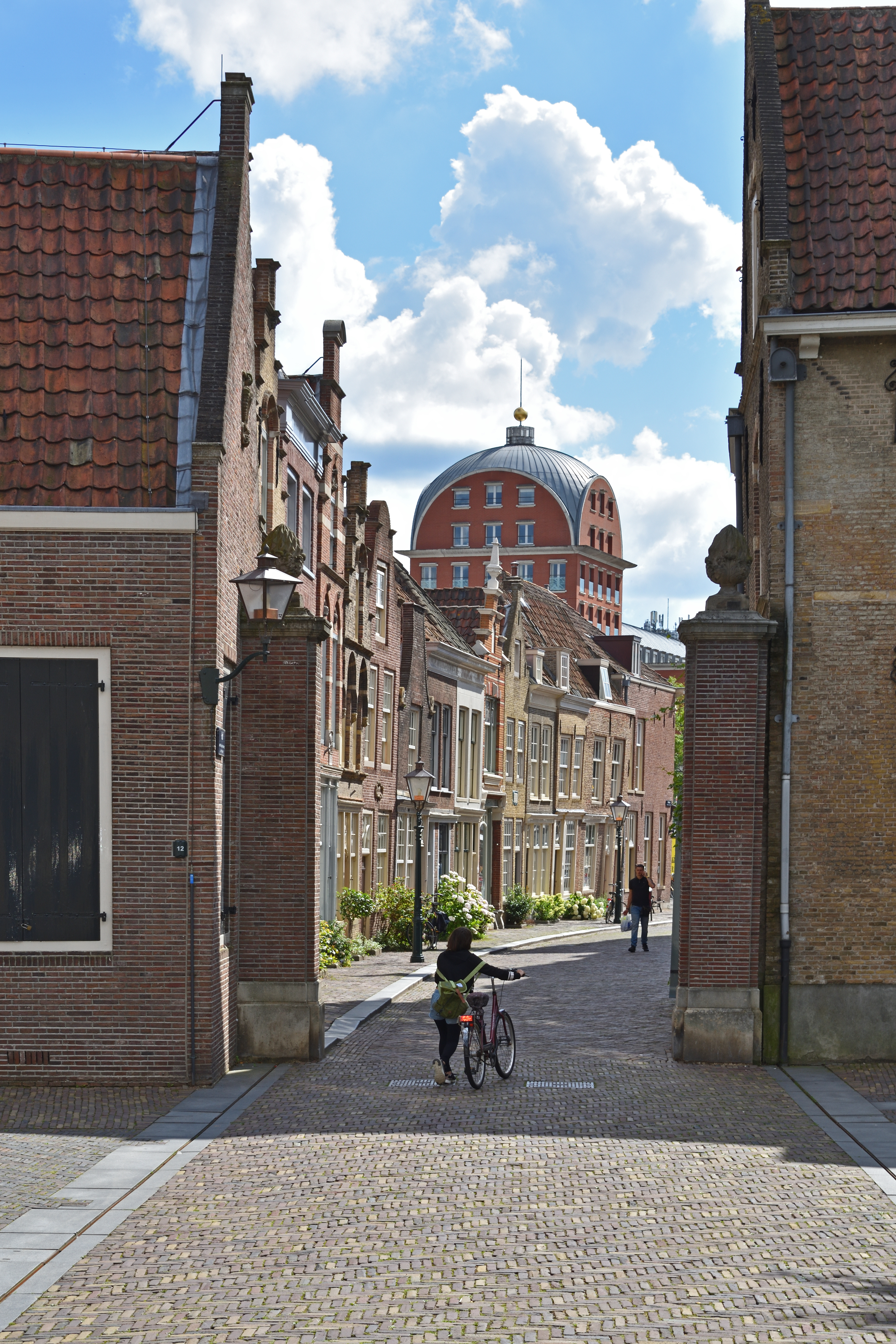
De Hofstraat, gezien vanuit het Hof.
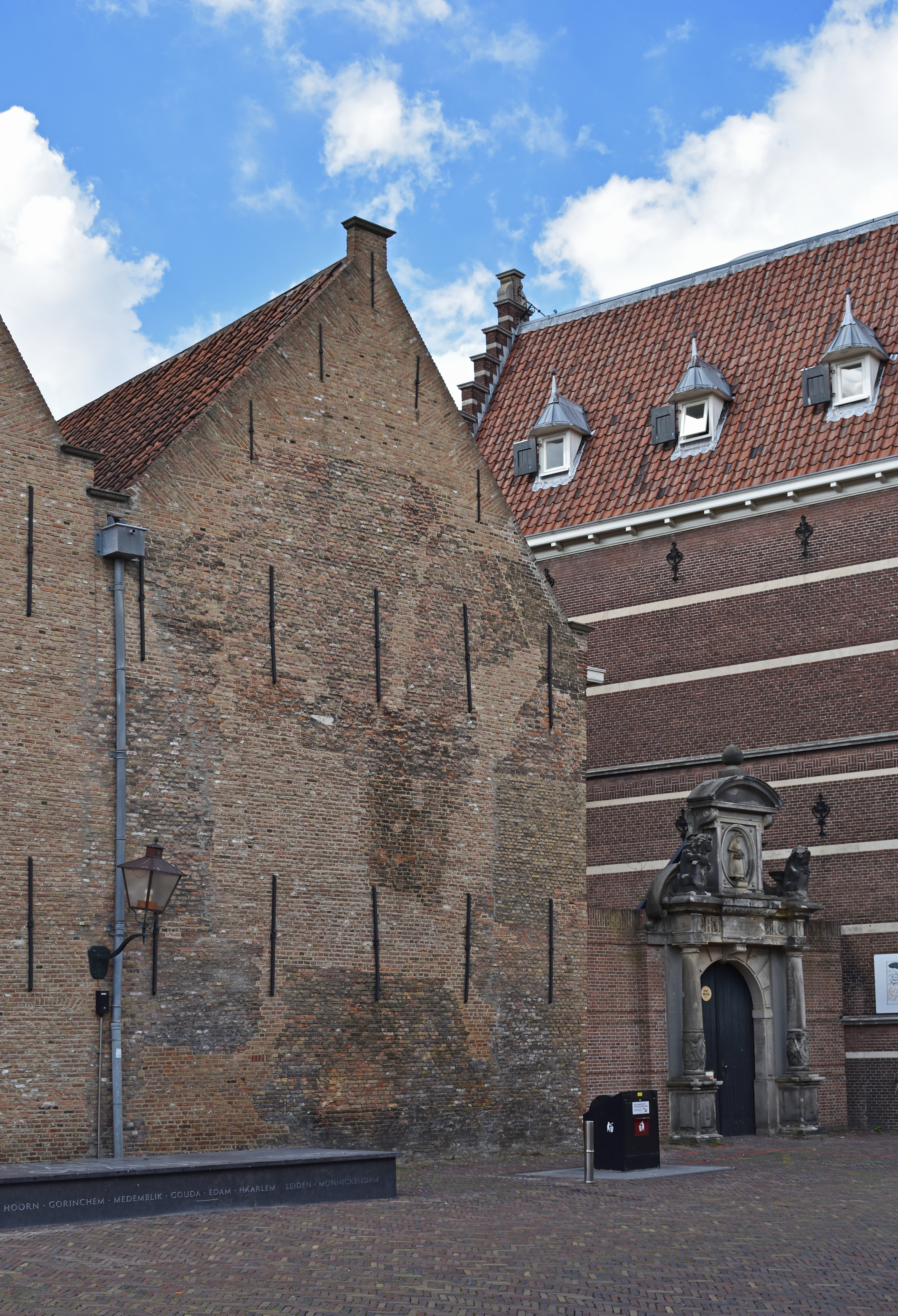
De plek waar later het standbeeld van Willem van Oranje werd geplaatst.
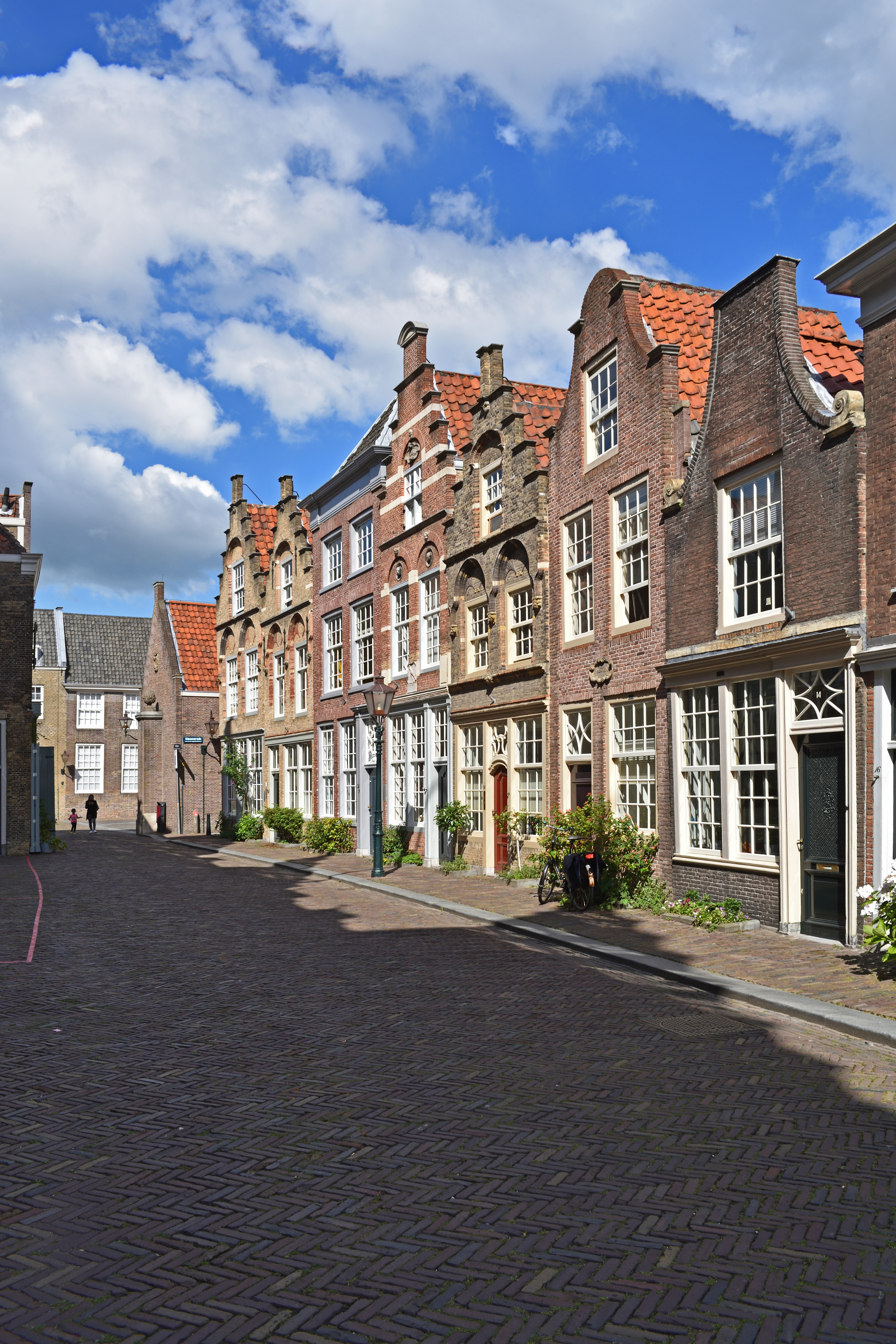
Hofstraat 2-14.